# Burçin Mutlu-Pakdil
Burçin Mutlu-Pakdil est une astrophysicienne turque en poste à l'Université de l'Arizona. Elle est un TED Fellow 2018.

## Éducation
Burçin Mutlu-Pakdil a grandi en Turquie, où elle aime la physique et le ciel nocturne. Elle est allée au lycée anatolien Atatürk de Beşiktaş et était la première génération de sa famille à aller à l'université. Elle a complété ses études de premier cycle à l'Université Bilkent en 2009. Elle est partie à l'Université Texas Tech pour ses études supérieures, où elle obtient un diplôme de master en 2012. En 2017, elle obtient son doctorat de l'Université du Minnesota avec une thèse intitulée Testing supermassive black hole scaling relations using cosmological simulations and optical/near-IR imaging data (Tests des relations de mise à l'échelle des trous noirs supermassifs à l'aide de simulations cosmologiques et de données d'imagerie optique/proche infrarouge).

## Recherche et carrière

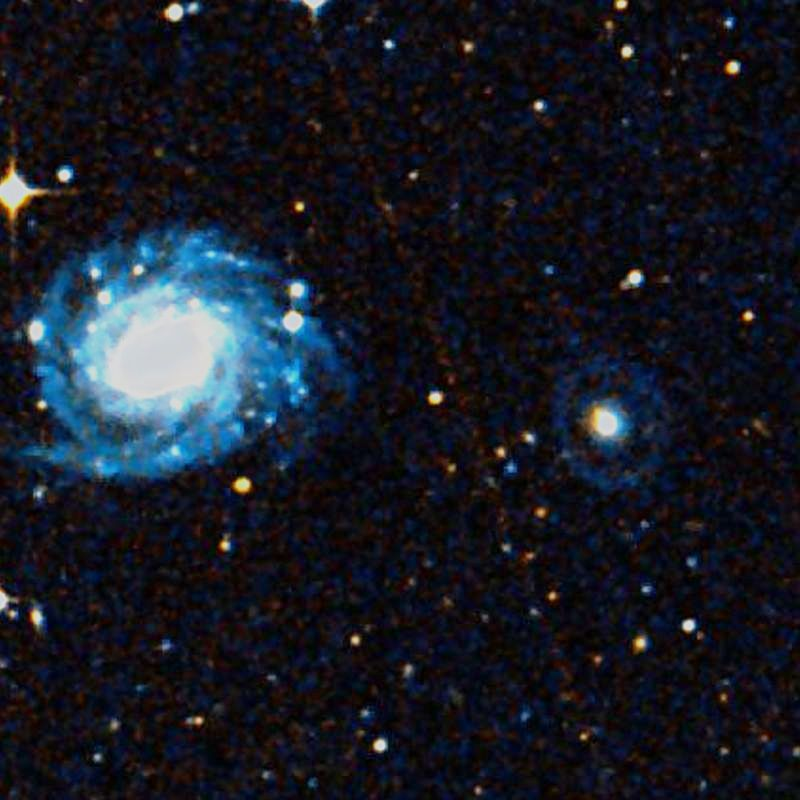
Galaxie PGC 1000714 (à droite) découverte par Burçin Mutlu-Pakdil en 2017

En 2017, elle est nommée chercheuse postdoctorale associée à l'Université de l'Arizona. Elle travaille à l'Observatoire Steward, où elle travaille sur la structure et la dynamique des objets astrophysiques, dont les galaxies naines, les anneaux galactiques et les trous noirs supermassifs. Elle utilise des télescopes au Chili et à Hawaï. Elle y co-préside le groupe Femmes en astronomie. Elle est ambassadrice de l'American Astronomical Society.
Au cours de ses études de doctorat, Burçin Mutlu-Pakdil a découvert la galaxie PGC 1000714, qui a été surnommé la « galaxie de Burçin ». PGC 1000714 est une galaxie elliptique très rare, avec deux anneaux, et sa découverte a généré une importante couverture médiatique,,,,,,,,.
Elle a travaillé avec le Musée des sciences naturelles de Caroline du Nord pour créer une série de courts films scientifiques pour le grand public. En janvier 2018, Burçin Mutlu-Pakdil devient une TED Fellow. Elle a donné une conférence lors de la conférence TED à Vancouver en avril 2018. Elle milite pour un accroissement de la représentation des femmes musulmanes en science.

## Prix et distinctions
- 2018 Ten Outstanding Young Persons of the World - Academic Leadership and Accomplishment[19]
- 2018 TED Fellow
- 2017 Ten Outstanding Young Persons, Turquie - Scientific Leadership Award
- 2017 Physicienne de juillet de l'APS(quoi?)[20]
- 2017 Femme de l'année Linda Larson[21]
- 2016 Dr. Nancy "Rusty" Barceló Scholarship[22]